# Vilarinho dos Galegos e Ventozelo
Vilarinho dos Galegos e Ventozelo (llamada oficialmente União das Freguesias de Vilarinho dos Galegos e Ventozelo) es una freguesia portuguesa del municipio de Mogadouro, distrito de Braganza.

## Historia
Fue creada el 28 de enero de 2013 en aplicación de una resolución de la Asamblea de la República de Portugal promulgada el 16 de enero de 2013 con la unión de las freguesias de Ventozelo y Vilarinho dos Galegos, pasando su sede a estar situada en la antigua freguesia de Vilarinho dos Galegos.

## Demografía
| Gráfica de evolución demográfica de Vilarinho dos Galegos e Ventozelo entre 2011 y 2021 |
|                                                                                         |
| Datos según el nomenclátor publicado por el INE portugués.                              |